# Alexandra do Nascimento
Alexandra do Nascimento (* 16. září 1981 Limeira) je brazilská házenkářka, působící v rakouském klubu Hypo Niederösterreich. Hraje nejčastěji na pozici pravého křídla. S klubem Hypo Niederösterreich hrála finále Ligy mistrů 2008 a vyhrála Pohár vítězů pohárů EHF žen 2013. S brazilskou reprezentací vyhrála třikrát Panamerické hry (2003, 2007 a 2011), získala šesté místo na olympiádě 2012, páté místo na domácím Mistrovství světa v házené žen 2011 (kde byla s 57 brankami nejlepší střelkyní) a vyhrála Mistrovství světa v házené žen 2013 (kde byla druhou nejlepší střelkyní a byla zařazena do all-stars týmu). V roce 2012 byla vyhlášena nejlepší světovou hráčkou roku.
Jejím manželem je chilský házenkářský reprezentant Patricio Martínez Chavez.
Od léta 2014 bude hrát za rumunský klub HCM Baia Mare.